# NGC 106
NGC 106은 물고기자리 방향에 있는 타원 은하이다.